# 米崎薫臣
米崎 薫臣（よねざき くんじ、1968年3月19日 - ）は、大阪府豊中市出身の元プロ野球選手（内野手）。右投左打。
遊撃手として強肩に定評があり、近鉄および阪神では捕手へのコンバートも検討された。ソウルオリンピック野球の銀メダリスト。

## 来歴・人物
此花学院では遊撃手、1番打者として活躍。1985年、3年生時に夏の甲子園府予選準々決勝に進むが、KKコンビを擁するPL学園に敗れ甲子園出場はならなかった。高校卒業後は日本生命に入社。
1986年から都市対抗に出場、富士重工業との1回戦では本塁打を放って勝利に貢献するが、2回戦で金光興二らがいた三菱重工広島に敗退。
1987年と1988年には松下電器の補強選手として都市対抗に出場している。また、1987年にはインターコンチネンタルカップ日本代表に選出。1988年には守備を評価されてワールドカップ日本代表、ソウル五輪代表に野手最年少の20歳で選出された。五輪予選の対オランダ戦では遊撃手、2番打者で先発出場し、1打数1安打、1四球の成績を残し、銀メダルを獲得している。
同年のドラフト会議で近鉄から1位で指名され、契約金6,500万円、年俸720万円（推定）で入団契約を結んだ。走攻守三拍子が揃った選手として仰木彬監督からは野球センスを評価され、背番号は前年に引退した梨田昌孝の8を着けた。
1989年は7月から遊撃手として18試合に先発。同年の読売ジャイアンツとの日本シリーズでは、第1戦で真喜志康永の代打として出場するが、斎藤雅樹の前に捕邪飛に終わる。
1990年は開幕から遊撃手として起用され51試合に先発出場。真喜志や吉田剛、安達俊也らと遊撃手のポジションを争うも、攻守で隙を見せることがあり、首脳陣の信頼が薄かった。この年、鳴り物入りで入団した野茂英雄が延長10回180球を投げた試合（5月8日対ダイエー戦）では遊撃手で途中出場すると判断ミスで敗戦。サインミスに厳しい仰木は、以降は米崎を次第に起用しなくなった。
1991年からは故障もあって出場機会が激減。
1992年はコーチに着任した今津光男から走塁を積極的に教わるなど、キャンプではレギュラー争いを期待されたが、シーズンでは5試合の出場に終わった。
1994年に嶋田章弘とのトレードで阪神へ移籍し、打撃が伸び悩んでいた久慈照嘉との競争が期待された。同年は53試合に出場、うち3試合に三塁手として先発。
1996年が最後の一軍出場となる。
1998年限りで現役を引退。その後は地元の豊中市で焼き鳥店を経営していたが閉店。現在は兵庫県宝塚市内の会社に勤務の傍ら、大阪工業大学硬式野球部の野手コーチを務める。茨木ナニワボーイズアドバイザー。

## 詳細情報

### 年度別打撃成績
| 年 度     | 球 団     | 試 合 | 打 席 | 打 数 | 得 点 | 安 打 | 二 塁 打 | 三 塁 打 | 本 塁 打 | 塁 打 | 打 点 | 盗 塁 | 盗 塁 死 | 犠 打 | 犠 飛 | 四 球 | 敬 遠 | 死 球 | 三 振 | 併 殺 打 | 打 率 | 出 塁 率 | 長 打 率 | O P S |
| --------- | --------- | ----- | ----- | ----- | ----- | ----- | -------- | -------- | -------- | ----- | ----- | ----- | -------- | ----- | ----- | ----- | ----- | ----- | ----- | -------- | ----- | -------- | -------- | ----- |
| 1989      | 近鉄      | 32    | 79    | 69    | 8     | 14    | 4        | 0        | 2        | 24    | 6     | 1     | 0        | 4     | 0     | 6     | 0     | 0     | 13    | 0        | .203  | .267     | .348     | .614  |
| 1990      | 近鉄      | 70    | 185   | 169   | 21    | 41    | 8        | 0        | 2        | 55    | 20    | 3     | 0        | 4     | 0     | 11    | 0     | 1     | 24    | 1        | .243  | .293     | .325     | .618  |
| 1991      | 近鉄      | 2     | 2     | 2     | 0     | 0     | 0        | 0        | 0        | 0     | 0     | 0     | 0        | 0     | 0     | 0     | 0     | 0     | 1     | 0        | .000  | .000     | .000     | .000  |
| 1992      | 近鉄      | 5     | 9     | 9     | 0     | 2     | 0        | 0        | 0        | 2     | 0     | 0     | 0        | 0     | 0     | 0     | 0     | 0     | 1     | 0        | .222  | .222     | .222     | .444  |
| 1993      | 近鉄      | 5     | 6     | 6     | 1     | 1     | 1        | 0        | 0        | 2     | 1     | 0     | 0        | 0     | 0     | 0     | 0     | 0     | 1     | 0        | .167  | .167     | .333     | .500  |
| 1994      | 阪神      | 53    | 53    | 44    | 7     | 12    | 1        | 1        | 0        | 15    | 6     | 0     | 0        | 2     | 0     | 7     | 1     | 0     | 10    | 0        | .273  | .373     | .341     | .713  |
| 1995      | 阪神      | 12    | 10    | 10    | 1     | 3     | 1        | 0        | 0        | 4     | 1     | 0     | 0        | 0     | 0     | 0     | 0     | 0     | 3     | 0        | .300  | .300     | .400     | .700  |
| 1996      | 阪神      | 17    | 13    | 12    | 3     | 2     | 1        | 0        | 0        | 3     | 2     | 0     | 0        | 0     | 0     | 0     | 0     | 1     | 4     | 0        | .167  | .231     | .250     | .481  |
| 通算：8年 | 通算：8年 | 196   | 357   | 321   | 41    | 75    | 16       | 1        | 4        | 105   | 36    | 4     | 0        | 10    | 0     | 24    | 1     | 2     | 57    | 1        | .234  | .291     | .327     | .618  |

### 記録
- 初出場：1989年7月11日、対西武ライオンズ11回戦（藤井寺球場）、7回裏に羽田耕一の代打として出場
- 初先発出場：1989年7月13日、対西武ライオンズ13回戦（藤井寺球場）、9番・遊撃手として先発出場
- 初安打・初本塁打・初打点：同上、3回裏に松沼博久から右越ソロ
- 初盗塁：1989年8月11日、対日本ハムファイターズ19回戦（東京ドーム）、9回表に二盗（投手：佐藤誠一、捕手：若菜嘉晴）

### 背番号
- 8 （1989年 - 1993年）
- 37 （1994年 - 1997年）
- 00 （1998年）